# Lycée classique Massimo d'Azeglio
Le lycée classique Massimo d'Azeglio (en italien: Liceo classico Massimo d'Azeglio) est un lycée classique (de type enseignement secondaire) situé dans la ville piémontaise de Turin, qui est considéré comme l'un des meilleurs de la ville et l'un des plus prestigieux d'Italie. 
Il se trouve à la via Giuseppe Parini 8, près de la gare de Turin-Porta-Nuova. L'édifice fut construit sur les fondations d'un ancien monastère.

## Histoire
Le lycée fut créé sous le nom de Collegio di Porta Nuova en 1831. En 1852, le collège fut transféré près de l'église della Madonna degli Angeli puis à nouveau en 1857 sur l'actuel emplacement, à la via Parini à l'angle de la via San Quintino. Il prit alors d'abord le nom de Collegio municipale Monviso puis, à partir de 1860, de Reale ginnasio Monviso. Il fut finalement nommé par son nom actuel en l'honneur de Massimo d'Azeglio (un des principaux acteurs du Risorgimento) en 1882, lorsque l'école acquit le statut de lycée (alors le troisième de Turin après ceux de Cavour et de Vincenzo Gioberti.

## Notoriété

### Enseignants et étudiants célèbres
Tout au long de son histoire (mais surtout durant l'entre-deux-guerres), le lycée fut le fer de lance du panorama culturel turinois, enseignant à de nombreuses futures personnalités comme Primo Levi,Gianni et Umberto Agnelli, Piero Angela, Vittorio Bersezio, Rocco Buttiglione, Pietro Citati, Mario et Enrico Deaglio, Augusto Del Noce, Luigi Einaudi, Luigi Firpo, Vittorio Foa et son frère Beppe, Pier Giorgio Frassati, Salvador Luria, Vittorio Messori, Giancarlo Pajetta (exclu du lycée sous l'ère Mussolini pour cause d'antifascisme), Alexandre Passerin d'Entrèves, Leo Pestelli, Franco Pennazio, Tullio Pinelli, Gian Savino Pene Vidari ou encore Giovanni Paolo Voena et le célèbre latiniste italien Oreste Badellino, auteur entre autres d'un dictionnaire latin-italien.
Durant l'année scolaire 1934-1935, Cesare Pavese fut professeur et eut comme élève la future écrivain et traductrice Fernanda Pivano.
Plus récemment, d'autres personnalités étudièrent au lycée d'Azeglio, parmi lesquels Michele Canonica, Carlo Ossola, Franco Pennazio et Edoardo Sanguineti.

### Einaudi
La maison d'édition Einaudi fut fondée en 1933 par un groupe d'amis dont Giulio Einaudi, élèves au lycée classique d’Azeglio. Bien que dans des classes différentes, ces jeunes eurents tous comme professeur (ou comme figure de référence) Augusto Monti, qui leur enseigna les valeurs de la culture, de la liberté et de l'engagement civil. Ces valeurs eurent une grande influence sur d'autres lycéens qui devinrent célèbres comme Giulio Einaudi (au lycée en 1912), Leone Ginzburg (1909), Massimo Mila (1910), Norberto Bobbio (1909), Cesare Pavese (1908), ainsi que Natalia Ginzburg et Giaime Pintor.

### Juventus
L'école reste également célèbre pour être le lieu de naissance du club de football du Sport-Club Juventus (aujourd'hui Juventus Football Club), créé le 1er novembre 1897 par un groupe d'étudiants du lycée d'Azeglio.
Ici les noms des étudiants qui créèrent le club, tous lycéens à d'Azeglio et tous âgés de 14 à 17 ans :
|  | - Gioacchino Armano - Alfredo Armano - Enrico Canfari - Eugenio Canfari |  | - Francesco Daprà - Domenico Donna - Carlo Ferrero - Luigi Forlano |  | - Luigi Gibezzi - Umberto Malvano - Enrico Piero Molinatti |  | - Umberto Savoia - Carlo Vittorio Varetti |

L'équipe deviendra par la suite la plus victorieuse de l'histoire du football italien, et une des plus titrées au monde. Un autre joueur du club, Angelo Caroli, a également étudié dans le lycée classique. En 2007, le joueur du club Alessandro Del Piero se rendit au lycée pour tenir un discours dans l'Aula Magna de l'école pour le centenaire du club, fêté le 1er novembre.